# 三条公俊
三条 公俊（さんじょう きんとし）は、鎌倉時代前期から中期にかけての公卿。三条家3代、左大臣・三条実房の子。官位は従二位・非参議。

## 経歴
藤原頼実の猶子となる。
正治2年（1200年）1月5日に従五位下となる。元久2年（1205年）8月9日左少将となり、下野権介、加賀介を経て、建暦2年（1212年）1月に左中将に任ぜられる。
建暦3年（1213年）4月に正四位下、建保6年（1218年）1月に従三位（左中将を辞す）、承久4年（1222年）1月に正三位、寛元2年（1244年）に従二位に任ぜられる。建長3年（1251年）9月23日、所労により出家し、法名を真空とした。

## 系譜
- 父：三条実房
- 母：藤原経宗の娘
- 妻：藤原親能の娘
- 生母不明の子女
  - 男子：実清
  - 男子：三条公為
  - 男子：実為
  - 男子：実仲
  - 男子：公秀
  - 男子：俊誉
  - 女子：祇女
  - 女子：阿古 - 中納言典侍、中院通教室、通藤母 ら